# Calliostoma textor
Calliostoma textor is een slakkensoort uit de familie van de Calliostomatidae. De wetenschappelijke naam van de soort werd voor het eerst geldig gepubliceerd in 2014 door Vilvens.